# Prolagus sardus
Prolagus sardus là một loài động vật có vú trong họ Prolagidae, bộ Thỏ. Loài này được Wagner mô tả năm 1832.

## Hình ảnh

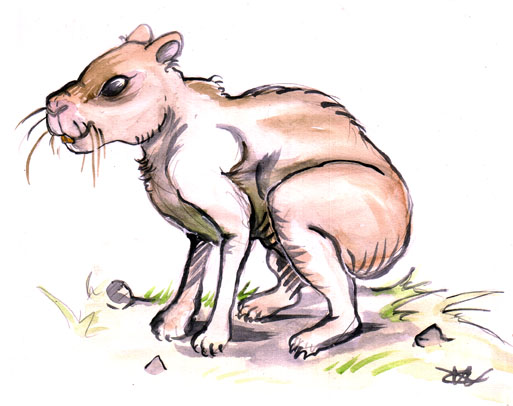
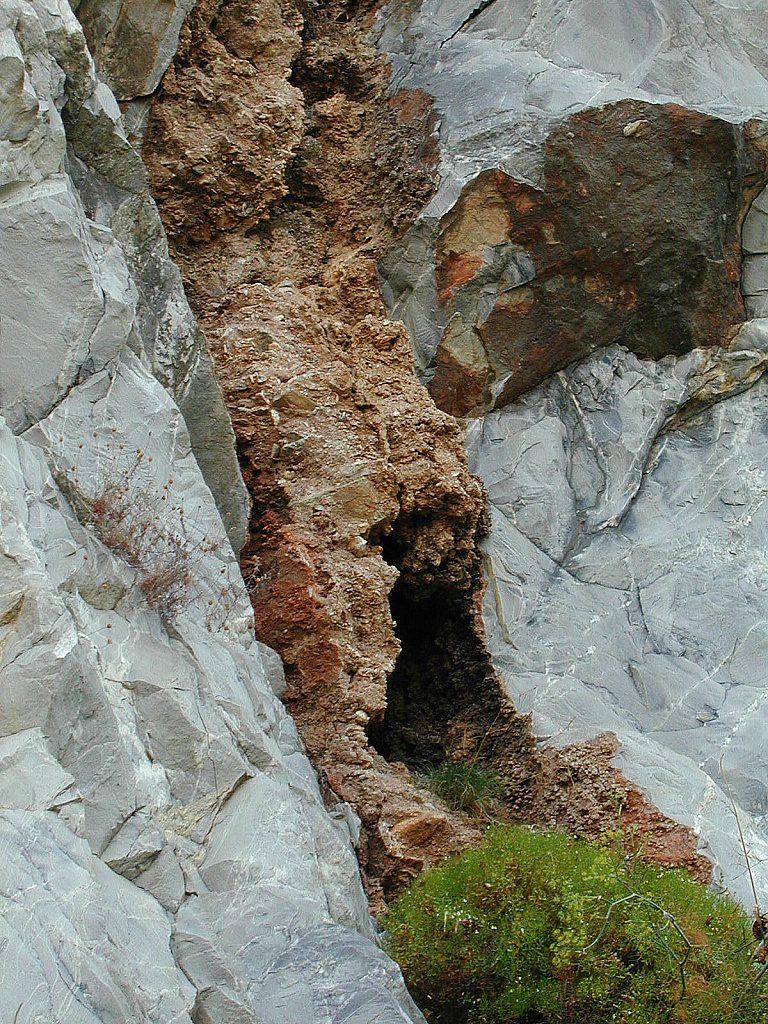
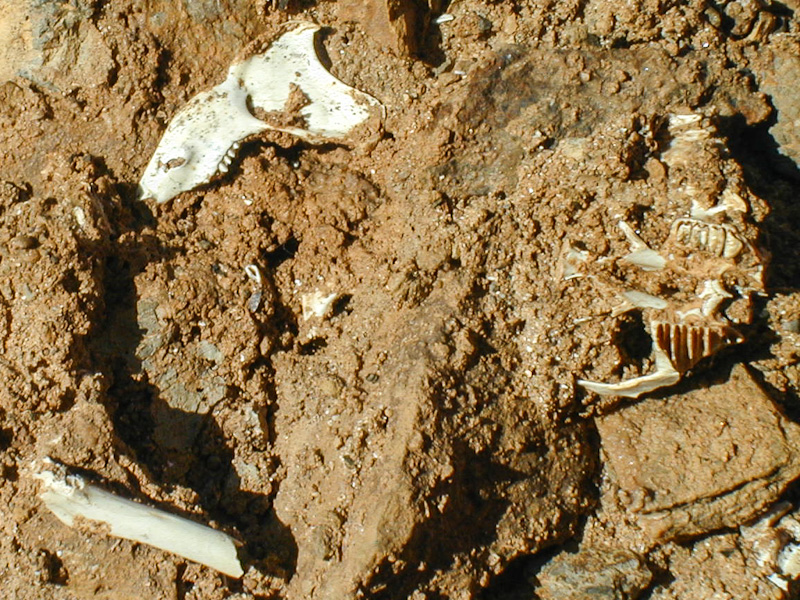
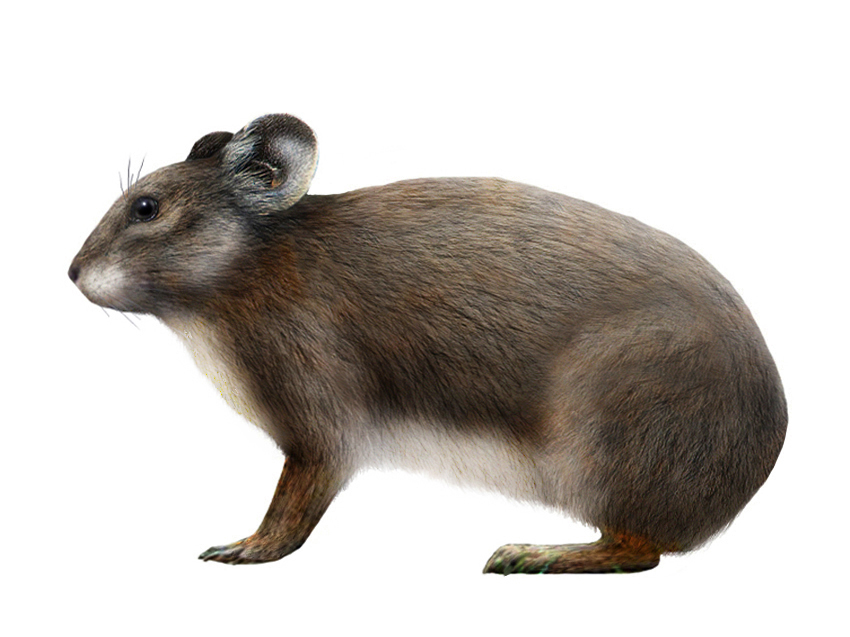